# Rolls-Royce ACCEL
El Rolls-Royce ACCEL (del inglés Accelerating the Electrification of Flight, o en español Acelerando la Electrificación del Vuelo) es un avión monomotor eléctrico de ala baja, empenaje convencional y tren de aterrizaje retráctil en configuración convencional que fue desarrollado por la compañía multinacional británica Rolls-Royce Holdings como un demostrador de tecnología de aeronaves eléctricas.

## Desarrollo
En 2019 se anunció que Rolls-Royce tenía la intención de superar el récord de velocidad para aeronaves eléctricas mediante el desarrollo de una nueva aeronave como parte de su proyecto ACCEL. Hasta ese momento, el récord de velocidad le pertenecía a un Siemmens AG Extra EA-300 con 337 km/h (182 kt). Se estableció como objetivo entonces, que esta nueva aeronave fuera capaz de alcanzar una velocidad superior a 480 km/h (260 kt), un alcance de 322 km (200 mi) y una potencia máxima de 750 kW con cero emisiones de gases. El diseño de la aeronave comenzó entonces en el Aeropuerto de Gloucestershire en Churchdown, Inglaterra, con la participación de ingenieros, diseñadores y especialistas en datos británicos no solo de la Rolls-Royce, sino que también de los fabricantes de motores eléctricos YASA Limited y la emergente empresa aeronáutica Electroflight. El diseño, desarrollo y pruebas de la aeronave también fue parcialmente financiado por el Instituto de Tecnología Aeroespacial y el gobierno del Reino Unido. Su primer vuelo estaba proyectado para 2020.

## Diseño
El diseño del Rolls-Royce ACCEL se basa en el avión de carreras de construcción de fibra de carbono Sharp Nemesis NXT, capaz de volar hasta 522 km/h (282 kt) con su único motor de pistón. Sin embargo, el Rolls-Royce ACCEL cuenta entre sus novedades, con el paquete de baterías con mayor densidad de energía jamás equipado en un avión, proporcionándole suficiente energía para volar a través de los 322 km (200 mi) de distancia proyectados, lo que equivale a volar desde Londres a París, Francia con una sola carga. Las 6480 celdas de su batería, cuya potencia de salida va desde 500 hp (373 kW) continuos a 750 kW (1006 hp) a máxima potencia, se encuentran empaquetadas para ahorrar peso y con una protección térmica de aislamiento de corcho. Para todo ello la aeronave cuenta con un sistema de enfriamiento avanzado, cuyo fin es conservar la integridad de sus sistemas, haciendo posible que soporten temperaturas extremas y las demandas de la corriente eléctrica durante el vuelo. YASA Limited proporcionó tres motores eléctricos para mover la hélice de tres palas de la aeronave, que gira a 2400 RPM mediante su único motor, totalmente eléctrico y de 750 voltios, que le ofrece a la aeronave su principal eficiencia energética, estimándose llegar a un 90% de cero emisiones. Además, con el fin de recopilar la mayor cantidad de información posible para la seguridad y optimización de su diseño, el avión fue diseñado y equipado con diversos sensores, que reciben información crítica durante cada segundo de las fases del vuelo, con datos que van desde el voltaje de la batería o temperatura a métricas generales de rendimiento.

## Historia operacional
El 15 de septiembre de 2021, Rolls-Royce anunció que, tras haber finalizado la fase de pruebas en tierra de su motor eléctrico, el Rolls-Royce ACCEL denominado "Spirit of Innovation" (Espíritu de Innovación) había completado con éxito su primer vuelo. El vuelo se efectuó desde el MoD Boscombe Down, un sitio de pruebas para aviones militares en las afueras del sureste de la ciudad de Amesbury en Wiltshire, Inglaterra y al mando del piloto de pruebas y director de operaciones de vuelo de Rolls-Royce, Phil O'Dell, durante un período de 15 minutos. Durante este primer vuelo la aeronave superó con éxito las expectativas de sus diseñadores, alcanzando una velocidad máxima de 623 km/h (336 kt) en 3 km (1,6 nmi), 532 km/h (287 kt) en 15 km (8,1 nmi) y también un régimen de ascenso de 3000 m (9840 pies) en 3 min 22 s. Finalmente, en enero de 2022, estas velocidades fueron aceptadas como récords mundiales para aeronaves eléctricas por la Fédération Aéronautique Internationale y el Rolls-Royce ACCEL se convirtió oficialmente en el avión eléctrico más rápido del mundo.